# Shenzhou 5
Shenzhou 5 foi a primeira missão tripulada do programa espacial chinês, que subiu ao espaço em 15 de outubro de 2003 levando a bordo o taikonauta Yang Liwei, numa viagem pioneira em órbita da Terra e que tornou a China a terceira nação a colocar um humano no espaço por seus próprios meios.
Esta foi a primeira missão tripulada seguindo quatro lançamentos anteriores não-tripulados, iniciados em 1999, usados como teste para a capacidade espacial tecnológica da China de enviar um homem ao espaço.

## Tripulação
| Posição    | Taikonauta |
| ---------- | ---------- |
| Taikonauta | Yang Liwei |

## Parâmetros da Missão
Massa  -  7 790 kg
Perigeu – 332 km
Apogeu – 336 km
Inclinação – 42,4º
Período – 91,2 minutos

## Missão

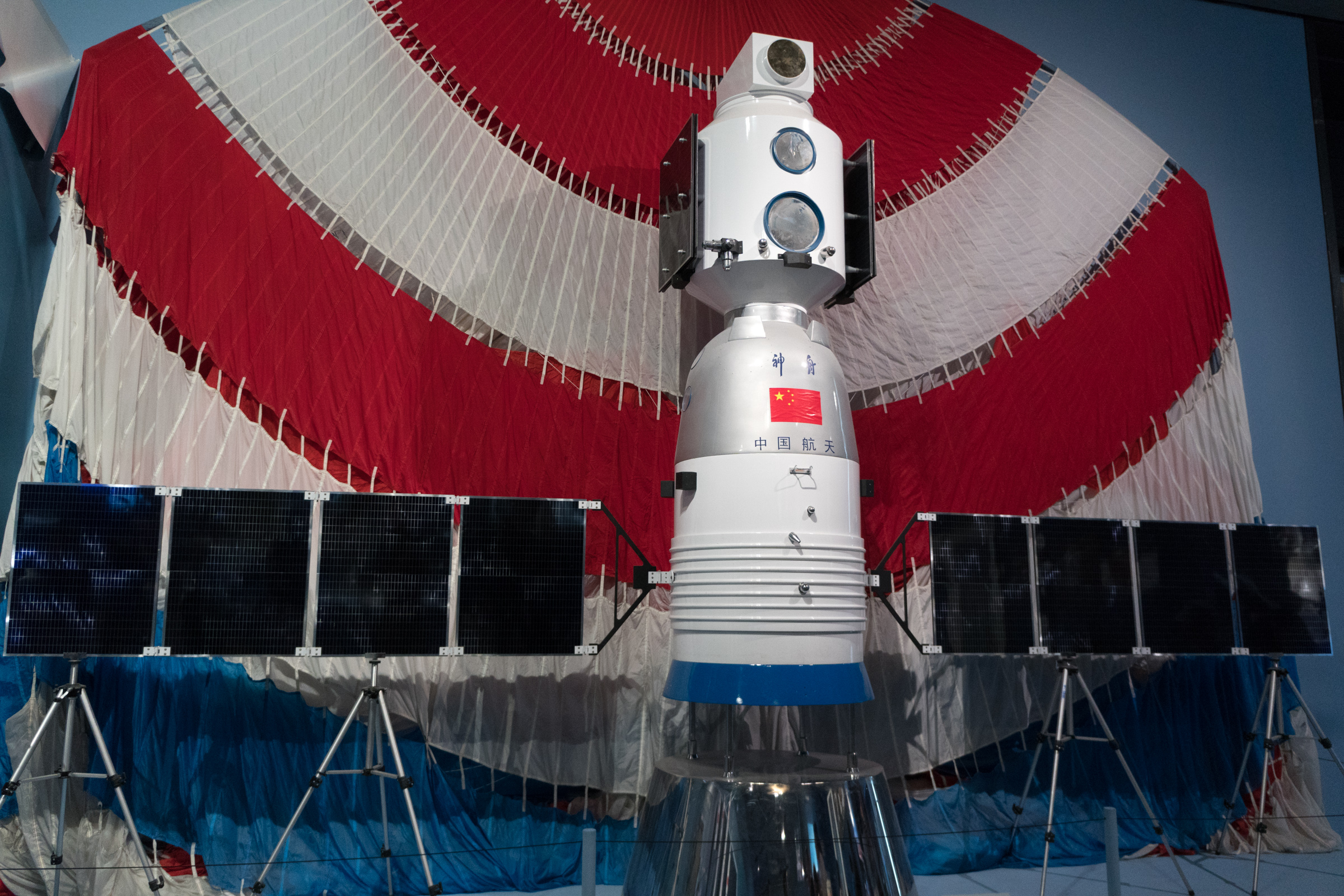
Maquete, e paraquedas da espaçonave Shenzhou-5, exibidos no Museu Nacional da China.

Lançada no topo de um foguete Longa Marcha, do Centro de Lançamentos de Satélites de Jiuquan, no Deserto de Gobi,  as nove horas da manhã do dia 15 de outubro de 2003, a Shenzhou 5 (as quatro missões Shenzhou anteriores eram missões de teste não-tripuladas) entrou em órbita a 343 kms de altura dez minutos depois, levando a bordo o coronel da Força Aérea do Exército de Libertação Popular Yang Lìwei. Este lançamento coroou o trabalho do programa espacial chinês iniciado em 1992.
Após 14 órbitas em 21 horas no espaço, a cápsula orbital reentrou na atmosfera as seis horas da manhã do dia seguinte, pousando suavemente, amparada por pára-quedas, no interior da Mongólia. O módulo orbital da nave continuou em órbita fazendo algumas experiências automatizadas pré-programadas, até cair na atmosfera em 30 de maio de 2004. Sementes do solo de Taiwan também foram levadas a bordo da nave.

## Repercussão
Por medo de que a missão falhasse e o embaraço que isso poderia causar perante o mundo, o governo chinês não permitiu a transmissão ao vivo pela Tv nem do lançamento nem do pouso da nave, apesar do acontecimento ser do conhecimento de todos, através da imprensa oficial chinesa. Após o pouso  e a saída da nave do taikonauta Liwei são e salvo, ele foi cumprimentado ao vivo pelo Presidente Hu Jintao, com a declaração "esta missão foi uma honra para nossa grande pátria, um indicador da vitória inicial do programa espacial tripulado chinês e um passo histórico para o povo chinês em sua busca por atingir o ápice da tecnologia e da ciência mundial".
Este voo pioneiro – em que pela primeira vez a bandeira da ONU foi desfraldada no espaço, ao lado da bandeira chinesa – foi visto com respeito e admiração em todo mundo, provocando a declaração do Departamento de Estado dos EUA de que “aplaudia o sucesso da China em se tornar a terceira nação do mundo a enviar um homem ao espaço”. O presidente George W. Bush também enviou cumprimentos ao presidente chinês. O Administrador da NASA, Sean O'Keefe, saudou o voo como "uma importante conquista na história da exploração humana" e o diretor-geral da Agência Espacial Européia (ESA) Jean-Jacques Dordain, declarou que "a missão poderia abrir uma nova era de cooperação na comunidade espacial mundial".

## Galeria

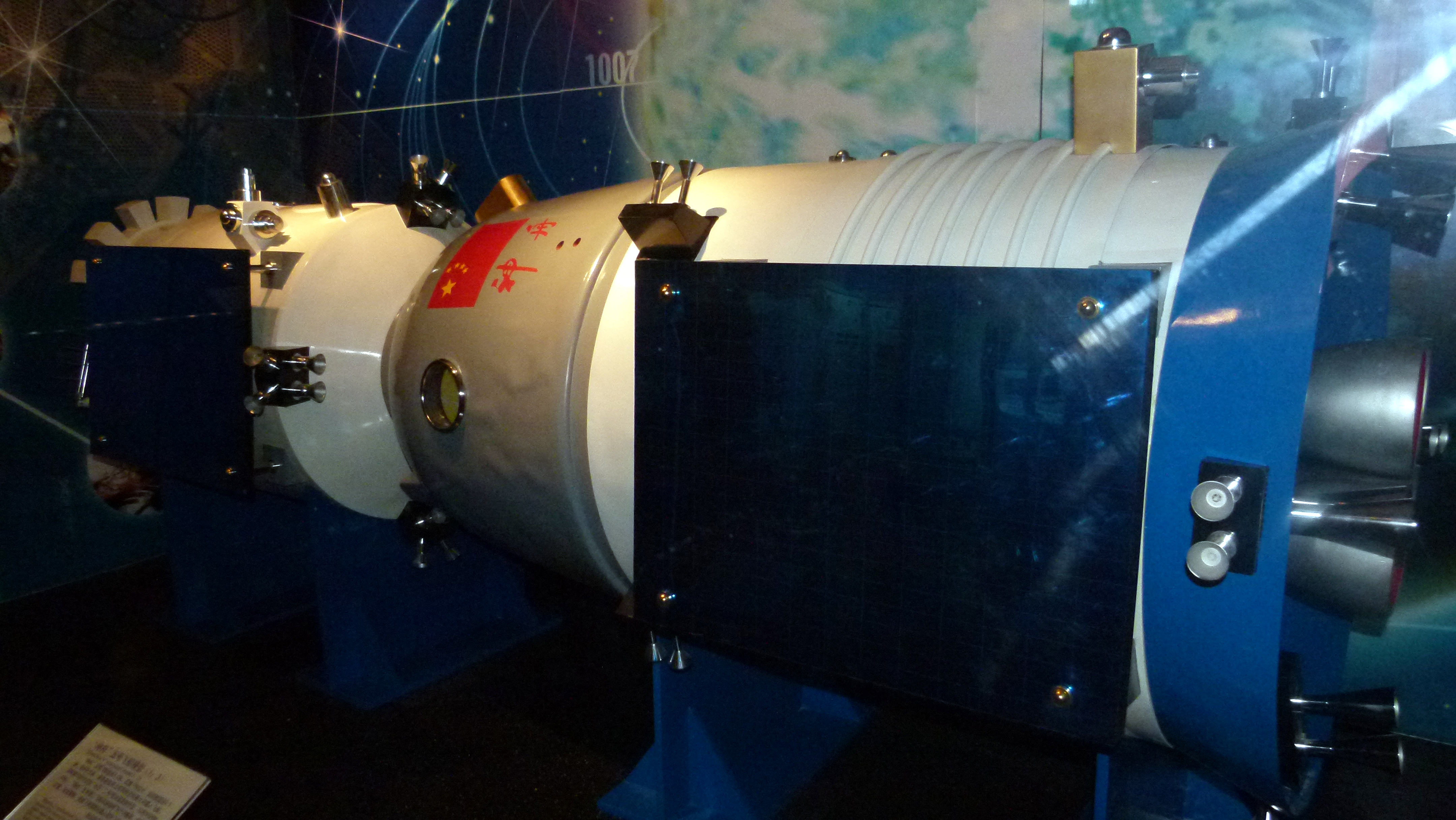
Modelo da Shenzhou 5 (escala de 1/3) em exposição na capital da Mongólia Interior, Hohhot.
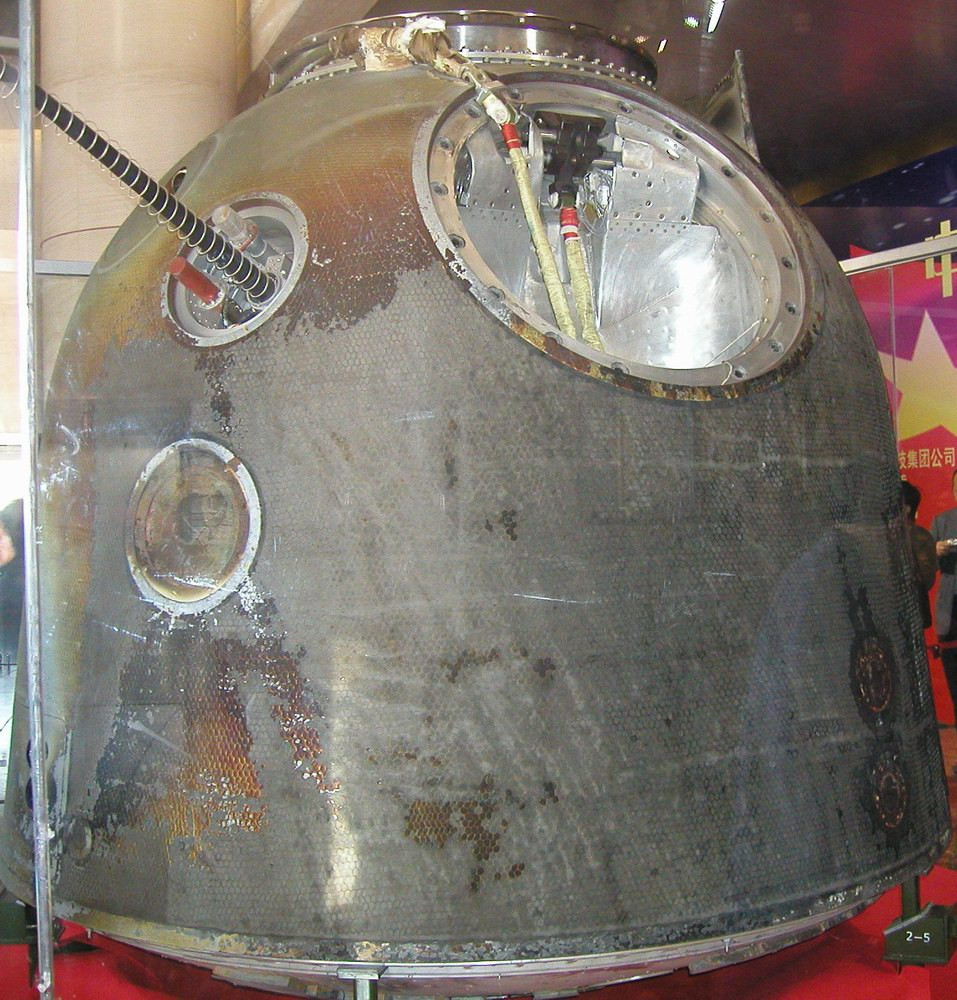
A cápsula orbital recuperada após a reentrada na Terra.
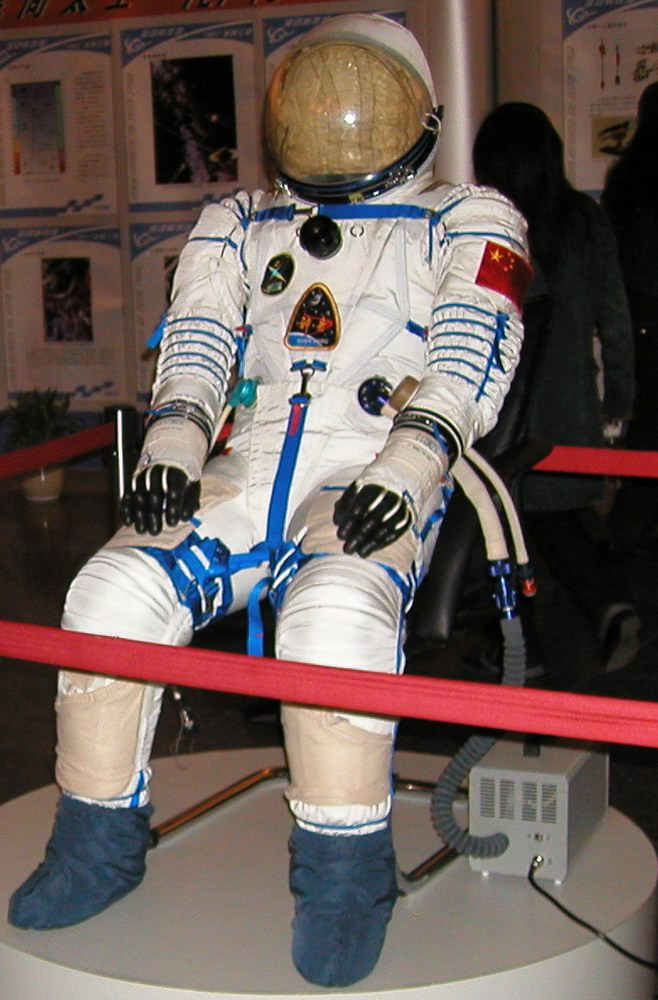
O traje espacial usado por Yang Liwei em exposição na China.